# Lower the Bar
Lower the Bar è il quarto album in studio della band heavy metal americana Steel Panther. La pubblicazione era inizialmente prevista per il 24 febbraio 2017, ma venne ritardata al mese successivo.

## Tracce
1. Goin' in the Backdoor – 3:10
2. Anything Goes – 3:01
3. Poontang Boomerang – 3:22
4. That's When You Came In – 3:46
5. Wrong Side of the Tracks (Out In Beverly Hills) – 3:07
6. Now the Fun Starts – 3:43
7. Pussy Ain't Free – 3:56
8. Wasted Too Much Time (featuring Stone Sour in the video) – 3:50
9. I Got What You Want – 4:13
10. Walk of Shame – 4:11
11. She's Tight (Cheap Trick cover featuring Robin Zander) – 2:54
12. Redheaded Step Child – 3:40
13. Momentary Epiphany – 2:57